# MLK-onderwijs
MLK-onderwijs is een voormalige Nederlandse onderwijsvorm die gericht was op moeilijk lerende kinderen (vandaar de afkorting). Het onderwijs was enkel bedoeld voor zwakbegaafden. In 1998 werd deze vorm van onderwijs met het LOM-onderwijs samengevoegd tot Speciaal Basisonderwijs, afgekort tot SBO.